# Hendea bucculenta
Hendea bucculenta är en spindeldjursart som beskrevs av Forster 1954. Hendea bucculenta ingår i släktet Hendea och familjen Triaenonychidae. Inga underarter finns listade i Catalogue of Life.